# Герберт, Эдвард, 5-й граф Поуис
Эдвард Роберт Генри Герберт, 5-й граф Поуис (англ. Edward Robert Henry Herbert, 5th Earl of Powis; 19 мая 1889 — 15 января 1974) — британский пэр и военный.
Титулы: 5-й граф Поуис, графство Монтгомеришир (с 9 ноября 1952 года), 5-й барон Герберт из Чербери, графство Шропшир (с 9 ноября 1952), 5-й барон Поуис из замка Поуис, графство Монтгомеришир (с 9 ноября 1952), 5-й виконт Клайв из Ладлоу (с 9 ноября 1952), 6-й барон Клайв из Плесси, графство Клэр (с 9 ноября 1952), 5-й барон Клайв из Уолкота, графство Шропшир (с 9 ноября 1952 года).

## Ранняя жизнь
Родился 19 мая 1889 года. Старший сын полковника Эдварда Уильяма Герберта (1855—1924) и Беатрис Энн Уильямсон (? — 1928). Среди его братьев и сестер, которым позже был присвоен титул графских детей, леди Дороти Маргарита Элизабет Герберт (1888—1956), жена достопочтенного Роберта Хепберна-Стюарта-Форбса-Трефузиса, сына Чарльза Хепберна-Стюарта-Форбса-Трефузиса, 20-го барона Клинтона, и леди Филлис Хедуорт, Камилла Герберт (1894—1972), жена Мартина Драммонда Веси Холта из семьи военных банкиров Холта) и Кристиан Виктор Чарльз Герберт (1904—1988), позже 6-й граф Поуис.
Его бабушка и дедушка по отцовской линии были достопочтенный Роберт Чарльз Герберт (1827—1902), младший сын Эдварда Герберта, 2-го графа Поуиса, и Люси Герберт, графини Поуис, и Энн Мэри Кладд (? — 1906), дочери и наследницы Эдварда Кладда. Его бабушкой и дедушкой по материнской линии были сэр Хедворт Уильямсон, 8-й баронет (1827—1900), и леди Элизабет Лидделл, дочь Генри Лидделла, 1-го графа Рэйвенсворта (1797—1878).
Он получил образование в Итонском колледже, а затем поступил в Крайст-чёрч в Оксфорде.

## Карьера
Эдвард Герберт участвовал в Первой мировой войне, где был ранен. Он получил звание майора Королевского стрелкового корпуса, был прикреплен к Учебному центру танкового корпуса и участвовал в подавлении Иракского восстании 1920 года. Он был награждён Территориальным орденом и назначен командором Ордена Святого Иоанна Иерусалимского.
Эдвард Герберт получил звание подполковника в 1939 году в Королевском Шропширском полку легкой пехоты и участвовал во Второй мировой войне. В 1945 году он стал командором ордена Британской империи (CBE).
После смерти его бездетного дяди, Джорджа Герберта, 4-го графа Поуиса, 9 ноября 1952 года он стал 5-м графом Поуисом. После смерти 4-го графа новый лорд Поуис предложил сборщику налогов 199 семейных реликвий, продал более 15 000 акров и передал замок Поуис правительству, чтобы сохранить его и сократить налоговые счета примерно на 320 000 фунтов стерлингов. Семейные реликвии включали 83 картины, некоторые из которых были написаны сэром Джошуа Рейнольдсом и Томасом Гейнсборо, 25 статуй и 13 гобеленов.

## Личная жизнь
12 марта 1932 года Джордж Герберт женился на Элле Мэри Рэтборн (1890—1987) , дочери полковника Уильяма Ханса Рэтборна из Скрипплстауна, графство Дублин, и Беллы Грейс Макнил . После того, как он унаследовал графство, он поручил Рихарду фон Мариентрё написать портрет себя и своей жены, оба законченные в 1954 году.
Лорд Поуис умер 15 января 1974 года. Ему наследовал его младший брат, Кристиан Виктор Чарльз Герберт, 6-й граф Поуис (1904—1988).